# Ptychobranchus jonesi
Ptychobranchus jonesi är en musselart som först beskrevs av van der Schalie 1934.  Ptychobranchus jonesi ingår i släktet Ptychobranchus och familjen målarmusslor. IUCN kategoriserar arten globalt som akut hotad. Inga underarter finns listade i Catalogue of Life.